# Frohe Botschaft (Zeitschrift)
Die Frohe Botschaft ist eine evangelische Monatszeitung. Sie ist 1897 erstmals als Verteilblatt für die „Sonntagslosen“ – Menschen die am Sonntag nicht zum Gottesdienst gehen konnten oder wollten – in Berlin erschienen. Die Monatszeitung zählt knapp 30.000 Abonnenten bundesweit. Damit gehört sie zu den ältesten und auflagenstärksten kirchlichen Zeitschriften in Deutschland. Kerngebiete der Leserschaft sind Erzgebirge, das Vogtland, Brandenburg, Berlin und Mecklenburg-Vorpommern, aber sie gibt es auch in Baden, Bayern, Württemberg und im Rheinland. Die Zeitschrift will auch heute die „frohmachende Botschaft von Jesus Christus, die allen Menschen angeboten werden soll, mit den Mitteln einer Zeitschrift weitersagen“. Der Titel ist Programm und bestimmt den Inhalt.
Inhalte sind Auslegung der aktuellen Predigttexte, eine Bildmeditation zum Monatsspruch, Glaubenszeugnisse, biblische Impulse, seelsorgerliche Themen, Berichte über missionarische Möglichkeiten, ein Krankenbrief, eine Seite für Kinder.
Die Frohe Botschaft kommt durch die Post ins Haus. Sie erscheint monatlich mit 16 Seiten im Format A4 und enthält vier ineinandergelegte Wochenteile.

## Mitarbeitende
Herausgeber ist die Wichern-Verlag GmbH mit Sitz in Berlin. Leitende Redakteurin ist Sibylle Sterzik. Die Beiträge der Frohen Botschaft werden von einem großen Kreis ehrenamtlich tätiger Autorinnen und Autoren aus ganz Deutschland geschrieben.

## Geschichte
Die wechselvolle Geschichte der Publikation begann 1897 als Beilage des im Christlichen Zeitschriftenverlag (CZV) herausgegebenen Evangelischen Berliner Sonntagsblattes. Kirchenferne Bürger, damals als „Sonntagslose“ bezeichnet, sollten in einer fortschreitend säkular geprägten Gesellschaft durch ein missionarisches Blatt angesprochen und für den christlichen Glauben gewonnen werden.
Durch Theodor Wenzel (1895–1954), damals Direktor des Provinzialausschusses für Innere Mission in Brandenburg, wurde die Frohe Botschaft später als „Evangelisationsblatt“ der Märkischen Volksmission verselbständigt.
1941 erfolgte das Verbot der Frohen Botschaft durch die NS-Behörden.
Als die Schrift 1946 wieder erscheinen durfte, geschah für Jahrzehnte das in der deutsch-deutschen Geschichte Beispiellose: Zur Redaktion gehörten trotz deutscher Teilung weiterhin Autoren aus Ostdeutschland und Westdeutschland, so z. B. die „Ostbischöfe“ Werner Leich und Gottfried Forck sowie „Westbischöfe“ wie Otto Dibelius und Martin Kruse.
Gedruckt wurde das Blatt im damaligen West-Berlin, ausgeliefert aber nach Ost-Berlin, von wo aus es seine Verbreitungswege offiziell mit dem damaligen Postzeitungsvertrieb „PZV“ in die gesamte DDR fand. Das wirtschaftliche Überleben ermöglichten in den Nachkriegsjahrzehnten westliche Diakonische Werke durch regelmäßige Unterstützung, hier insbesondere Partner aus Westfalen, Baden und dem Rheinland.
Zu DDR-Zeiten erreichte die Frohe Botschaft eine Auflagenstärke von ungefähr 180.000 Beziehern. Nach der Wende sank die Auflage. Die Bilanz im Dezember 2009: zirka 30.000 Abonnenten. Im Jahr 2022 gab es bei einer Druckauflage von 8.500 Stück 8.100 Abonnenten.
Die Frohe Botschaft vergibt aus ihren Zweckerträgen und die Zusammenarbeit mit dem „Förderverein Frohe Botschaft“ Zuschüsse für missionarisch-diakonische Aufgaben.